# Eu (Sena Marítimo)
Eu é uma comuna francesa situada no departamento do Sena Marítimo, na região da Normandia. No senso de 2017 a comuna tinha 6,883 habitantes aproximadamente. Essa cidade é um pouco conhecida pelos brasileiros por causa do esposo da Princesa Isabel, o Conde d'Eu. 